# جامعة بتلر
جامعة بتلر هي جامعة خاصة تقع في مدينة إنديانابوليس بولاية إنديانا الأمريكية. تأسست سنة 1855 وسُمّيت باسم مؤسسها أوڤِد بتلر (بالإنجليزية: Ovid Butler). تضم الجامعة أكثر من ستين تخصصًا أكاديميًا رئيسيًا موزعة على ست كُليَّات في مجالات الفنون والأعمال والاتصالات والتربية والآداب والعلوم وعلوم الصحة. يمتد حرمها على مساحة تبلغ 295 فدانًا (119 هكتارًا)، ويقع على بُعد قُرابة ثمانية كيلومترات شمال وسط مدينة إنديانابوليس.